# Ex falso sequitur quod libet
Ex falso sequitur quod libet ("uit het ongerijmde volgt om het even wat") is een bewijsregel uit de logica.
Het ongerijmde is een tegenstrijdige bewering of een aantal beweringen die gezamenlijk tegenstrijdig zijn, bijvoorbeeld: 'Nederland is een republiek (P) en Nederland is geen republiek (¬P)'. Als P en ¬P beide waar zijn ontstaat een tegenstrijdigheid (contradictie) die, volgens ex falso...quod libet, iedere bewering geldig maakt (quod libet). Het gaat hierbij niet om een feitelijke onjuistheid, of Nederland nu wel of niet een republiek is maakt niet uit, maar om de onmogelijkheid deze zin, P & ¬P, waar te laten zijn.
Ex falso.... quod libet 
wordt vaak weergegeven als:
¬P → (P → Q)
Dit laat zich lezen als: Als P onwaar is, dan kan uit P is waar alle Q (quod libet) worden afgeleid.
Een andere term voor deze redeneervorm is ex contradictione sequitur quod libet ("uit een tegenspraak volgt om het even wat"). Dit wordt vaak weergegeven als:
P & ¬P → Q
In de klassieke logica, maar ook in de intuïtionistische logica, zijn beide formules uit elkaar afleidbaar en dus equivalent.

## Historische ontwikkeling
Van wat is overgeleverd uit de Oudheid (Aristoteles, de Stoïcijnen) kan niet worden geconcludeerd dat deze regel toen werd erkend. Wel werden bijvoorbeeld in de dialogen van Plato contradicties in redenaties gezien als reden om die redenaties te verwerpen, maar het ex falso...quod libet werd daarbij niet aangevoerd als reden tot verwerping.  De eerste die deze regel formuleerde en verdedigde was, zover bekend, in de 12e eeuw Willem van Soissons. In recentere logische systemen zoals de propositielogica en de predicatenlogica wordt deze regel nog steeds aangenomen, alhoewel er andere stromingen zijn die de geldigheid van deze bewijsregel verwerpen: bijvoorbeeld de paraconsistente logica.

## Inhoudelijke uitleg
Clarence Irving Lewis heeft een gemathematiseerde reconstructie gemaakt van het "bewijs" dat Willem van Soissons heeft gegeven voor ex falso...Quod libet.
Dit gaat verkort als volgt (uitgebreidere versie bij Willem van Soissons):
(1) Er is een contradictie P & ¬P waaruit volgt P 

(2) Uit P volgt (P v Q) 

(3) Uit P & ¬P volgt (P v Q) & ¬P 

(4) Uit (P v Q) & ¬P volgt (P & ¬P) v (Q & ¬P) 
 Nu vervalt de eerste term (P & ¬P) omdat dit een contradictie is. Omdat dit voor onwaar wordt gehouden, is de tweede term (Q & ¬P) noodzakelijk waar. 
 
(5) Uit (Q & ¬P) volgt Q  
 Want Q omvat ¬P.  

(6) Uit P & ¬P volgt Q    
Zie (3), (4) en (5). 

Zowel bij Willem van Soissons als bij Clarence Irving Lewis wordt het "bewijs" aangevochten. Bij Willem van Soissons was dit al in de 15e eeuw het geval.  Bij de nieuwere bewijsvoering van Clarence Irving Lewis gaat dit als volgt. Hij moet eerst de contradictie verwerpen (zie (4) hierboven) voor hij Q of "ex falso sequitur quod libet" kan bewijzen. . Zijn "bewijs" wordt zo afhankelijk van de onwaarheid van de contradictie (P & ¬P). 
Ten slotte kan worden gezegd dat de bovenstaande weerlegging nog niet betekent dat "ex falso sequitur quod libet" onwaar is. Het betekent alleen dat dit invloedrijke bewijs de waarheid ervan niet kon leveren. 